# Werkbundsiedlung Neubühl

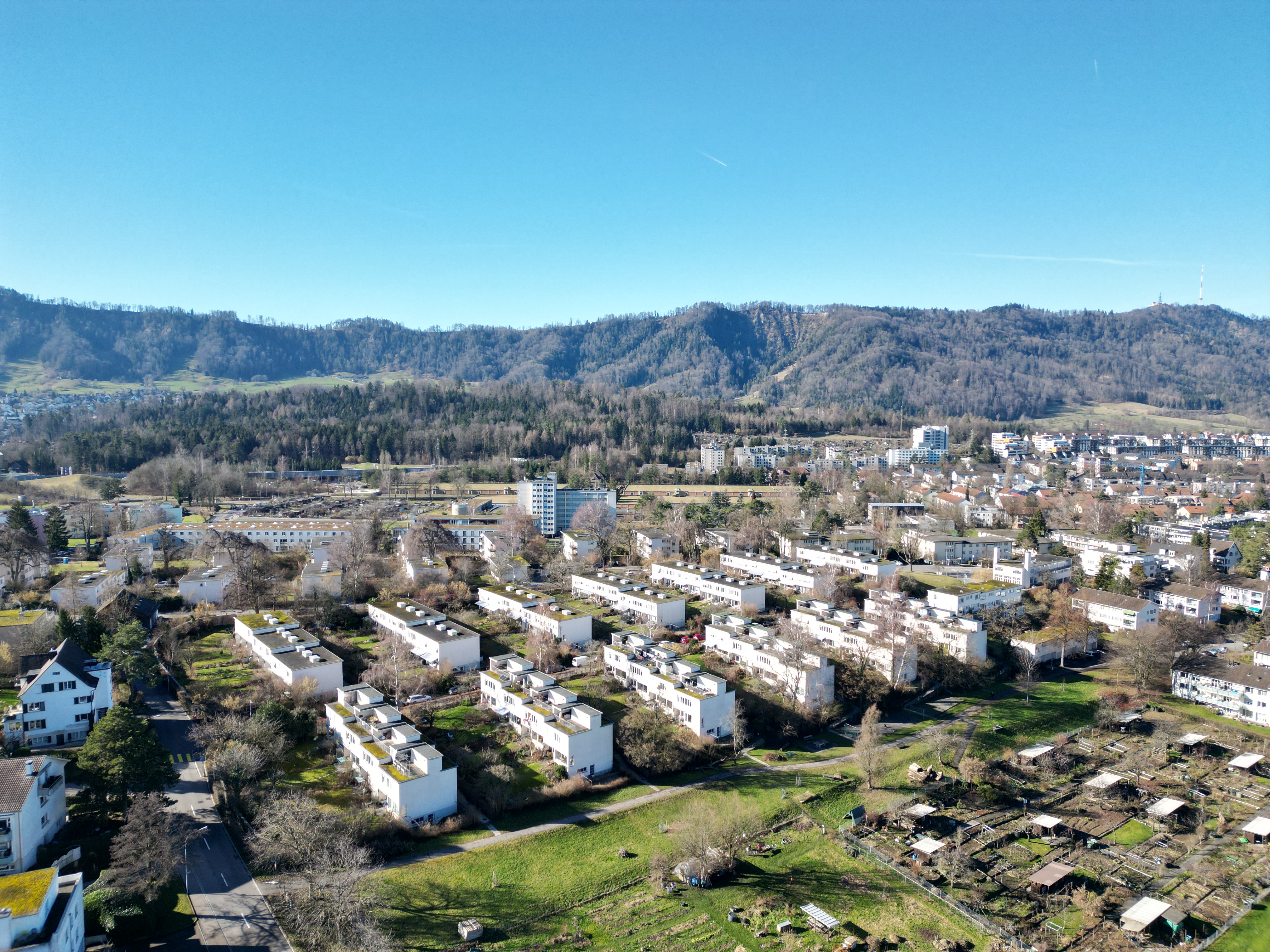
Siedlung Neubühl Februar 2024

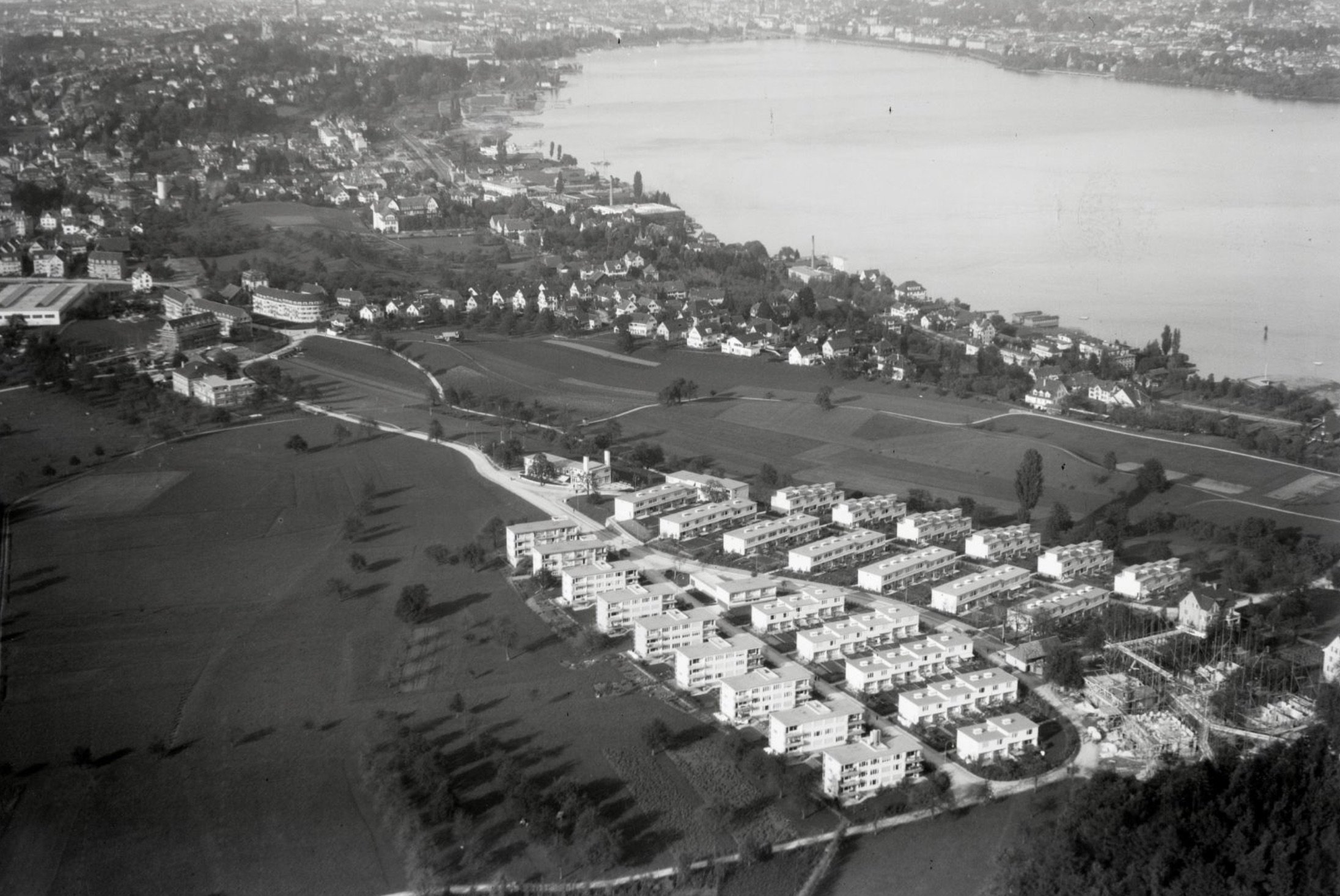
Siedlung Neubühl nach der Fertigstellung 1932

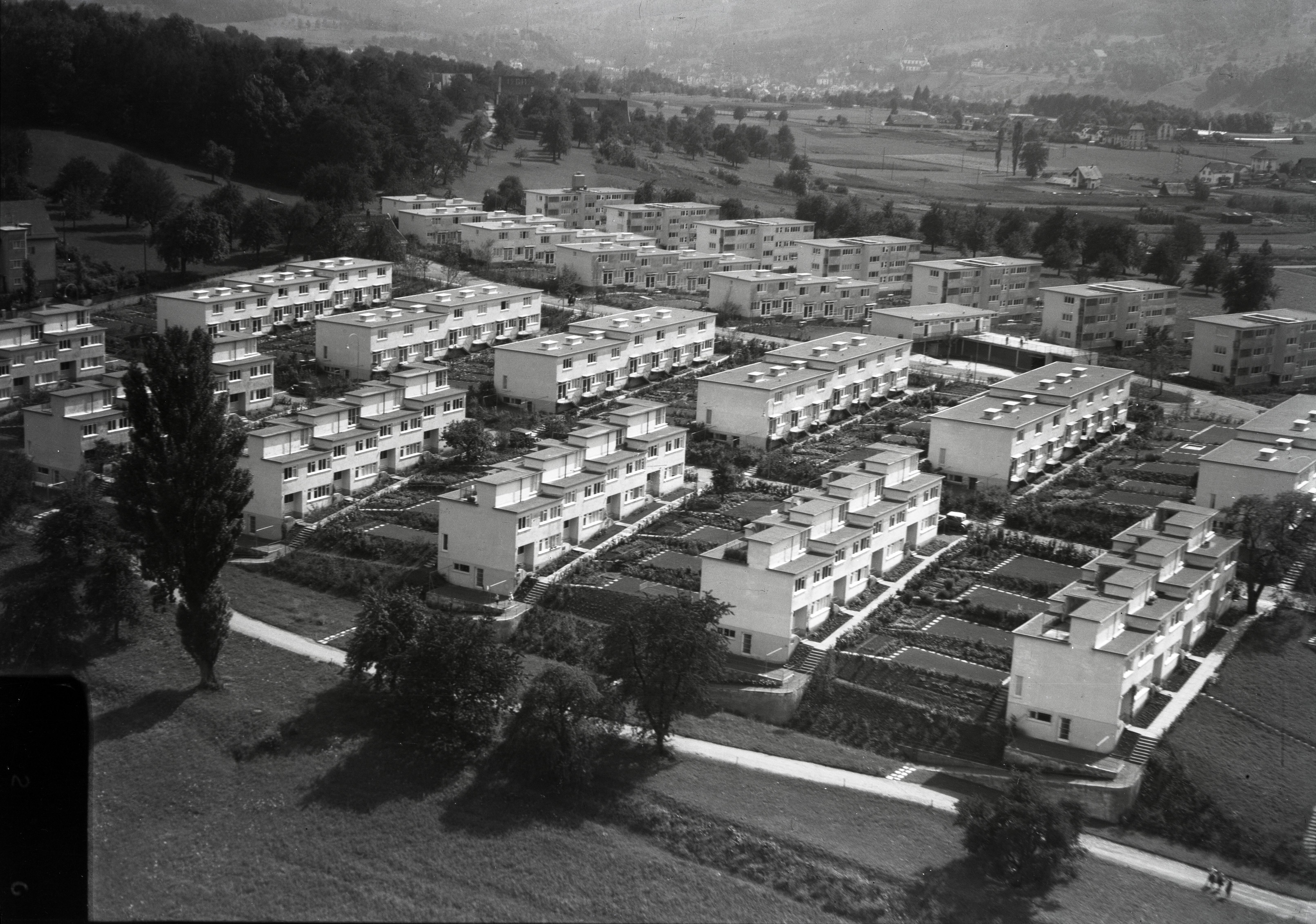
Neubühl 1932 (Foto Walter Mittelholzer)

Die Werkbundsiedlung Neubühl an der Nidelbadstrasse in Zürich-Wollishofen gilt als Prototyp und wichtigste Gesamtüberbauung im Stil des Neuen Bauens in der Schweiz. Die 121 Häuser mit 194 Wohnungen umfassende Wohnsiedlung entstand in den Jahren 1930 bis 1932 während der Weltwirtschaftskrise auf privater Initiative und mit der Genossenschaft Neubühl als Träger.  Seit 2010 steht die Siedlung unter Denkmalschutz.

## Geschichte
Ab 1925 wurde in den städtischen Wohnvierteln anstelle der Blockrandbebauung mit Innenhöfen der Zeilenbau systematisch angewandt. Die parallel gestellten Häuserreihen konnten besser zur Sonne gerichtet und gegen den Lärm geschützt werden, der Luftaustausch wurde nicht durch Querblöcke behindert.
1927 konnte eine Gruppe junger Schweizer Architekten unter dem Patronat des Schweizerischen Werkbundes SWB an der Werkbundausstellung „Die Wohnung“ am Weißenhof in Stuttgart teilnehmen. Man stellte ihnen in Mies van der Rohes Stahlskelettbau sechs Wohnungen zur Verfügung, deren Grundriss und Einrichtungen sie frei gestalten durften. Die jungen Schweizer nahmen 1928 in La Sarraz an der Gründung des Congrès International d’Architecture Moderne (CIAM) teil. Damit war die „Neubühl-Gruppe“ an prominenter Stelle im Gefüge der internationalen Architektur verankert.
Die Werkbundsiedlung Neubühl wurde, obwohl ein Gemeinschaftswerk verschiedener Architekten, als Ganzes geplant und mit einheitlichen Details ausgeführt, wozu auch die Wohnungseinrichtung gehörte. Um die Mobiliarentwürfe der Architekten realisieren zu können, wurde 1931 mit der Wohnbedarf AG (Wobag) in Zürich ein Laboratorium für neue Entwicklungen auf dem Gebiet der Inneneinrichtung geschaffen. Der vom Bauhaus nach Zürich zurückgekehrte Architekt und Graphiker Max Bill wurde in die Vorbereitungen mit einbezogen. Für die Wohnausstellung in der Siedlung Neubühl richtete er 1931 Wohnung und Atelier eines Malers und Zeichners ein und entwarf auch das Plakat, den Faltprospekt und mehrere Inserate. Die Gartengestaltung erfolgte von 1930 bis 1932 durch Gustav Ammann.
Die für den Mittelstand konzipierten, durch Gartenanlagen unterbrochenen Flachdachbauten stehen quer zu den Strassen, um Staub und Verkehrslärm abzuhalten. Die ersten Bewohner des Neubühls waren junge Leute, darunter Grafiker, Kunstmaler, Designer, Schauspieler, Musiker, Schriftsteller und Architekten, die sich von der damals modernen Flachdachüberbauung am südlichen Stadtrand von Zürich angezogen fühlten.

## Beteiligte Architekten und Gartenarchitekten

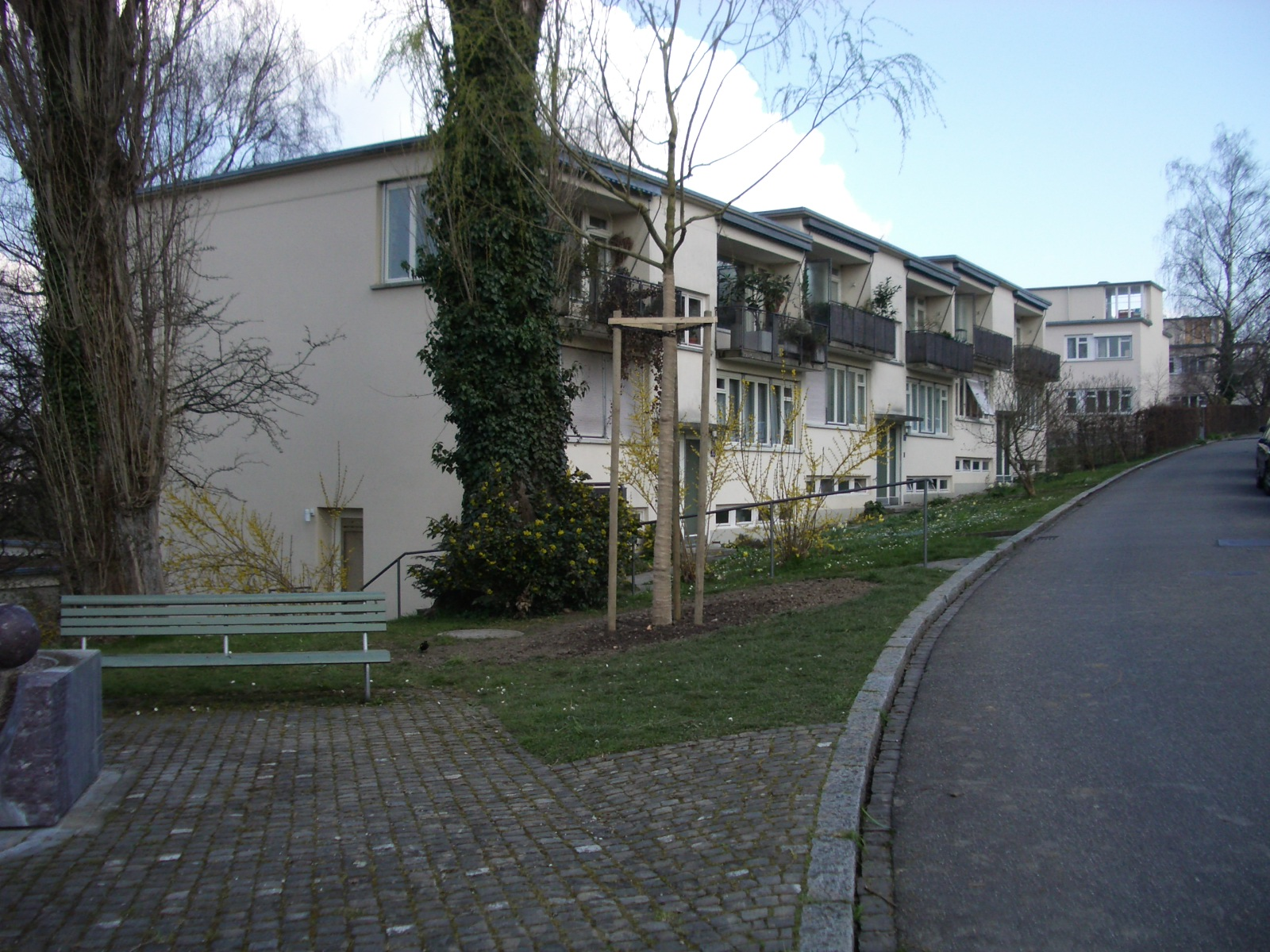
Ostbühlstrasse nördlich

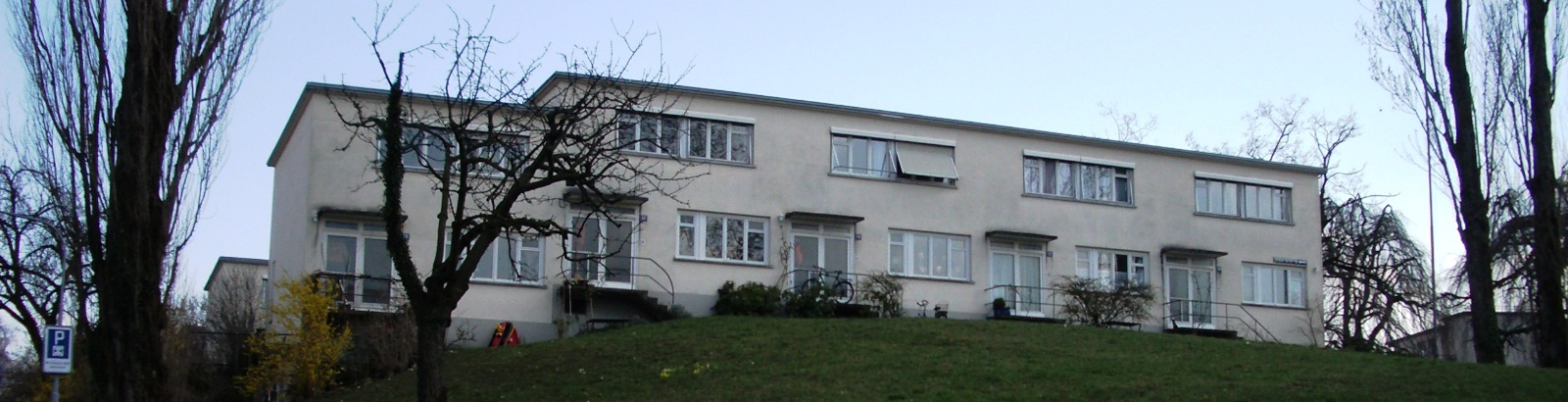
Ostbühlstrasse südlich

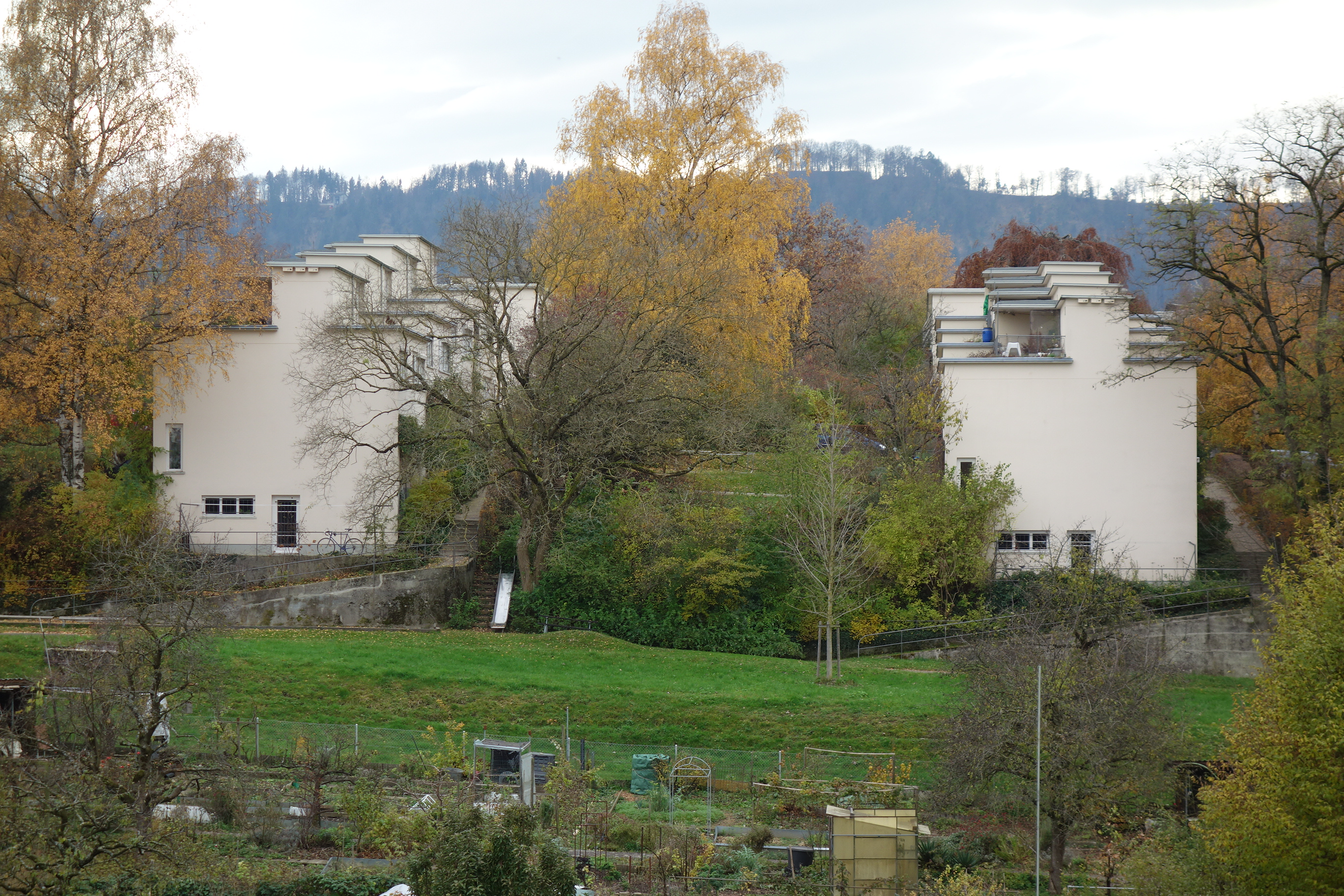
Werkbundsiedlung mit Gartenanlagen

- Max Ernst Haefeli
- Carl Hubacher
- Rudolf Steiger
- Werner Max Moser
- Emil Roth
- Paul Artaria
- Hans Schmidt
- Gustav Ammann

## Bekannte Bewohner und Förderer des Neubühl
- Robert Blum (1900–1994), Komponist
- Hans Fischli
- Hans Finsler
- Sigfried Giedion
- Fortunat Huber
- Egon von Vietinghoff
- Arthur Koestler
- Martin Kaufmann